# Grand Prix USA 2022
Grand Prix USA 2022 (oficiálně Formula 1 Aramco United States Grand Prix 2022) se jela na okruhu Amerik v Austinu v Texasu ve Spojených státech amerických dne 24. října 2021. Závod byl devatenáctým v pořadí v sezóně 2022 šampionátu Formule 1. Tým Red Bull Racing si na okruhu zajistil Pohár konstruktérů za rok 2022.

## Kvalifikace
| Poř.                       | No. | Jezdec           | Konstruktér           | Časy v kvalifikaci | Časy v kvalifikaci | Časy v kvalifikaci | Pořadí na startu |
| Poř.                       | No. | Jezdec           | Konstruktér           | Q1                 | Q2                 | Q3                 | Pořadí na startu |
| -------------------------- | --- | ---------------- | --------------------- | ------------------ | ------------------ | ------------------ | ---------------- |
| 1                          | 55  | Carlos Sainz Jr. | Ferrari               | 1:35.297           | 1:35.590           | 1:34.356           | 1                |
| 2                          | 16  | Charles Leclerc  | Ferrari               | 1:35.795           | 1:35.246           | 1:34.421           | 12               |
| 3                          | 1   | Max Verstappen   | Red Bull Racing-RBPT  | 1:35.864           | 1:35.294           | 1:34.448           | 2                |
| 4                          | 11  | Sergio Pérez     | Red Bull Racing-RBPT  | 1:36.163           | 1:35.864           | 1:34.645           | 9                |
| 5                          | 44  | Lewis Hamilton   | Mercedes              | 1:36.148           | 1:35.732           | 1:34.947           | 3                |
| 6                          | 63  | George Russell   | Mercedes              | 1:36.195           | 1:35.692           | 1:34.988           | 4                |
| 7                          | 18  | Lance Stroll     | Aston Martin-Mercedes | 1:36.860           | 1:36.032           | 1:35.598           | 5                |
| 8                          | 4   | Lando Norris     | McLaren-Mercedes      | 1:36.465           | 1:36.341           | 1:35.690           | 6                |
| 9                          | 14  | Fernando Alonso  | Alpine-Renault        | 1:36.446           | 1:35.988           | 1:35.876           | 14               |
| 10                         | 77  | Valtteri Bottas  | Alfa Romeo-Ferrari    | 1:36.746           | 1:36.321           | 1:36.319           | 7                |
| 11                         | 23  | Alexander Albon  | Williams-Mercedes     | 1:36.932           | 1:36.368           |                    | 8                |
| 12                         | 5   | Sebastian Vettel | Aston Martin-Mercedes | 1:36.695           | 1:36.398           |                    | 10               |
| 13                         | 10  | Pierre Gasly     | AlphaTauri-RBPT       | 1:36.577           | 1:36.740           |                    | 11               |
| 14                         | 24  | Čou Kuan-jü      | Alfa Romeo-Ferrari    | 1:36.656           | 1:36.970           |                    | 18               |
| 15                         | 22  | Júki Cunoda      | AlphaTauri-RBPT       | 1:36.808           | 1:37.147           |                    | 19               |
| 16                         | 20  | Kevin Magnussen  | Haas-Ferrari          | 1:36.949           |                    |                    | 13               |
| 17                         | 3   | Daniel Ricciardo | McLaren-Mercedes      | 1:37.046           |                    |                    | 15               |
| 18                         | 31  | Esteban Ocon     | Alpine-Renault        | 1:37.068           |                    |                    | PL               |
| 19                         | 47  | Mick Schumacher  | Haas-Ferrari          | 1:37.111           |                    |                    | 16               |
| 20                         | 6   | Nicholas Latifi  | Williams-Mercedes     | 1:37.244           |                    |                    | 17               |
| 107% času vítěze: 1:41.968 |     |                  |                       |                    |                    |                    |                  |
| Zdroj:                     |     |                  |                       |                    |                    |                    |                  |

Poznámky
1. ↑  Charles Leclerc received a ten-place grid penalty for exceeding his quota of power unit elements.
2. ↑  Sergio Pérez, Čou Kuan-jü a Fernando Alonso obdrželi penalizaci 5 míst za překročení povoleného počtu náhradních komponent motoru.
3. ↑  Sergio Pérez, Čou Kuan-jü a Fernando Alonso obdrželi penalizaci 5 míst za překročení povoleného počtu náhradních komponent motoru.
4. ↑  Sergio Pérez, Čou Kuan-jü a Fernando Alonso obdrželi penalizaci 5 míst za překročení povoleného počtu náhradních komponent motoru.
5. ↑  Júki Cunoda obdržel penalizaci pěti míst za nasazení nové převodovky.
6. ↑  Esteban Ocon se kvalifikoval na 17. místě, ale musel startovat z pitlane, jelikož dostal nový motor v parc fermé bez svolení technického delegáta.

## Závod
| Poř.                                                             | No. | Jezdec           | Konstruktér           | Počet kol | Čas/Odstoupení  | Pořadí na startu | Body |
| ---------------------------------------------------------------- | --- | ---------------- | --------------------- | --------- | --------------- | ---------------- | ---- |
| 1                                                                | 1   | Max Verstappen   | Red Bull Racing-RBPT  | 56        | 1:42:11.687     | 2                | 25   |
| 2                                                                | 44  | Lewis Hamilton   | Mercedes              | 56        | +5.023          | 3                | 18   |
| 3                                                                | 16  | Charles Leclerc  | Ferrari               | 56        | +7.501          | 12               | 15   |
| 4                                                                | 11  | Sergio Pérez     | Red Bull Racing-RBPT  | 56        | +8.293          | 9                | 12   |
| 5                                                                | 63  | George Russell   | Mercedes              | 56        | +44.815         | 4                | 11   |
| 6                                                                | 4   | Lando Norris     | McLaren-Mercedes      | 56        | +53.785         | 6                | 8    |
| 7                                                                | 14  | Fernando Alonso  | Alpine-Renault        | 56        | +1.25.078       | 14               | 6    |
| 8                                                                | 5   | Sebastian Vettel | Aston Martin-Mercedes | 56        | +1:05.354       | 10               | 4    |
| 9                                                                | 20  | Kevin Magnussen  | Haas-Ferrari          | 56        | +1:05.834       | 13               | 2    |
| 10                                                               | 22  | Júki Cunoda      | AlphaTauri-RBPT       | 56        | +1:10.919       | 19               | 1    |
| 11                                                               | 31  | Esteban Ocon     | Alpine-Renault        | 56        | +1:12.875       | PL               |      |
| 12                                                               | 24  | Čou Kuan-jü      | Alfa Romeo-Ferrari    | 56        | +1:16.164       | 18               |      |
| 13                                                               | 23  | Alexander Albon  | Williams-Mercedes     | 56        | +1:20.075       | 8                |      |
| 14                                                               | 10  | Pierre Gasly     | AlphaTauri-RBPT       | 56        | +1:21.763       | 11               |      |
| 15                                                               | 47  | Mick Schumacher  | Haas-Ferrari          | 56        | +1:24.490       | 16               |      |
| 16                                                               | 3   | Daniel Ricciardo | McLaren-Mercedes      | 56        | +1:30.487       | 15               |      |
| 17                                                               | 6   | Nicholas Latifi  | Williams-Mercedes     | 56        | +1:43.588       | 17               |      |
| Ret                                                              | 18  | Lance Stroll     | Aston Martin-Mercedes | 21        | Kolize          | 5                |      |
| Ret                                                              | 77  | Valtteri Bottas  | Alfa Romeo-Ferrari    | 16        | Hodiny          | 7                |      |
| Ret                                                              | 55  | Carlos Sainz Jr. | Ferrari               | 1         | Následky nehody | 1                |      |
| Nejrychlejší kolo: George Russell (Mercedes) – 1:38.788 (lap 56) |     |                  |                       |           |                 |                  |      |
| Zdroj:                                                           |     |                  |                       |           |                 |                  |      |

Poznámky
1. ↑  Včetně bodu za nejrychlejší kolo.
2. ↑  Fernando Alonso obdržel penalizaci 10 sekund a penalizaci stop and go za jízdu v autě, jehož technický stav nebyl bezpečný. Jelikož trest obdržel až po závodě, byl trest převeden na penalizaci 30 sekund. Ze 7. místa tak Alonso spadl až na 15. pozici. Tým Alpine nicméně zažádal o přezkum rozhodnutí, načež sportovní komisaři týmu vyhověli a trest zrušili.
3. ↑  Alexander Albon skončil 12., obdržel ale penalizaci 5 sekund za opuštění tratě a získání výhody.
4. ↑  Pierre Gasly skončil 11., ale obdržel penalizaci 10 sekund poté, co neabsolvoval trest za pochybení při jízdě za zpomalovacím vozem.
5. ↑  Mick Schumacher obdržel penalizaci 5 sekund za nedodržování tra´tových limitů.
6. ↑  Nicholas Latifi obdržel penalizaci 5 sekund za vytlačení Micka Schumachera z trati.

## Průběžné pořadí po závodě
|        | Pořadí | Jezdec           | Body |
| ------ | ------ | ---------------- | ---- |
|        | 1      | Max Verstappen   | 391  |
| 1      | 2      | Charles Leclerc  | 267  |
| 1      | 3      | Sergio Pérez     | 265  |
|        | 4      | George Russell   | 218  |
|        | 5      | Carlos Sainz Jr. | 202  |
| Zdroj: |        |                  |      |

|        | Pořadí | Konstruktér          | Body |
| ------ | ------ | -------------------- | ---- |
|        | 1      | Red Bull Racing-RBPT | 656  |
|        | 2      | Ferrari              | 469  |
|        | 3      | Mercedes             | 416  |
|        | 4      | Alpine-Renault       | 149  |
|        | 5      | McLaren-Mercedes     | 138  |
| Zdroj: |        |                      |      |